# Kiwoom Heroes
Die Kiwoom Heroes (englisch; koreanisch: 키움 히어로즈) sind ein professioneller südkoreanischer Baseballverein aus Seoul und spielen seit 2008 in der KBO League, der höchsten Baseball-Liga Südkoreas. Das Franchise gehört nicht dem aktuellen Namensgeber Kiwoom Securities, sondern der Investmentgruppe Seoul Heroes, Co. LTD, die den Teamnamen an die Sicherheitsfirma verkaufte.

## Geschichte

### 2000er Jahre
Nachdem die Hyundai Unicorns 2007 aus finanziellen Gründen aufgelöst wurden, übernahm das Unternehmen Centennial Investment aus Seattle die Lizenz und die Mannschaft. Mit dem Einstieg des Namenssponsors Woori Tobacco wurden 2008 die Woorie Heroes gegründet. Aufgrund von Zahlungsproblemen der Besitzer der Heroes an die KBO, kündigte Woori Tobacco mitten in der ersten Saison das eigentlich auf drei Jahre angelegte Namenssponsoring. Das Franchise trat fortan unter dem Namen Heroes auf. Sportlich lief es auch nicht besser und die Heroes beendeten ihre ersten zwei Saisons auf dem vorletzten und drittletzten Tabellenplatz und verpassten einen möglichen Einzug in die Playoffs. 

### 2010er Jahre
Ab 2010 stieg Nexen Tires für sechs Jahre als Namensgeber bei den Heroes ein und das Franchise lief fortan unter dem Namen Nexen Heroes auf. Sportlich lief es auch mit dem neuen Namen nicht besser, denn die Heroes belegten bis 2012 nur die hinteren Plätze der Tabelle. 2013 erreichten sie zum ersten Mal die Semi-playoffs, scheiterten dort aber an den Doosan Bears. Ein Jahr später schlossen die Heroes die reguläre Saison auf dem zweiten Tabellenplatz ab und standen nach dem Gewinn der Playoffs zum ersten Mal in ihrer Geschichte im Finale der Korean Series. Dort mussten sie sich aber den Samsung Lions mit 2-4 geschlagen geben. Die zwei darauffolgenden vier Saisons scheiterten die Heroes zweimal in den Semi-playoffs und einmal in den Playoffs. 
Im November 2018 kaufte das Unternehmen Kiwoom Securities den Namensrechte für fünf Jahre und der Name das Team änderte seinen Namen zu Kiwoom Heroes. In ihrer ersten Saison unter neuem Namen kämpften sich die Kiwoom Heroes von den Semiplayoffs über die Playoffs ins Finale der Korean Series. Auch in ihrem zweiten Finale mussten sie sich mit 0-4 den Doosan Bears geschlagen geben.

## Spielstätte
Von 2008 bis 2015 spielten die Heroes im 10.500 Zuschauer fassenden Mokdong Baseball Stadium. Seit 2016 spielen sie im Gocheok Sky Dome im Stadtbezirk Guro-gu. Das vollständig überdachte Stadion hat ein Fassungsvermögen von 16.813 Zuschauern.

## Zweite Mannschaft
Die zweite Mannschaft der Kiwoom Heroes spielt mit unter dem Namen Goyang Heroes (Koreanisch: 고양 히어로즈) in der KBO Futures League.

## Saisonergebnisse
| Saison          | Stadion                  | Liga            | Platz           | Reguläre Saison | Reguläre Saison | Reguläre Saison | Reguläre Saison | Reguläre Saison | Reguläre Saison | Reguläre Saison | Reguläre Saison | Reguläre Saison | Postseason | Awards |
| Saison          | Stadion                  | Liga            | Platz           | Rang            | Spiele          | Siege           | Niederlagen     | Unentschieden   | Sieg %          | BA              | HR              | ERA             | Postseason | Awards |
| --------------- | ------------------------ | --------------- | --------------- | --------------- | --------------- | --------------- | --------------- | --------------- | --------------- | --------------- | --------------- | --------------- | --- | ------ |
| 2008            | Mokdong Baseball Stadium | KBO             | 7/8             | 7/8             | 126             | 50              | 76              | 0               | .397            | .266            | 70              | 4.43            | nicht qualifiziert                                                                                             |        |
| 2009            | Mokdong Baseball Stadium | KBO             | 6/8             | 6/8             | 133             | 60              | 72              | 1               | .451            | .272            | 153             | 5.40            | nicht qualifiziert                                                                                             |        |
| 2010            | Mokdong Baseball Stadium | KBO             | 7/8             | 7/8             | 133             | 52              | 78              | 3               | .391            | .262            | 87              | 4.55            | nicht qualifiziert                                                                                             |        |
| 2011            | Mokdong Baseball Stadium | KBO             | 8/8             | 8/8             | 133             | 51              | 80              | 2               | .389            | .245            | 79              | 4.36            | nicht qualifiziert                                                                                             |        |
| 2012            | Mokdong Baseball Stadium | KBO             | 6/8             | 6/8             | 133             | 61              | 69              | 3               | .469            | .243            | 102             | 3.83            | nicht qualifiziert                                                                                             |        |
| 2013            | Mokdong Baseball Stadium | KBO             | 4/9             | 3/9             | 128             | 72              | 54              | 2               | .571            | .272            | 125             | 4.12            | NL Semi-playoff vs. Doosan Bears (2–3)                                                                         |        |
| 2014            | Mokdong Baseball Stadium | KBO             | 2/9             | 2/9             | 128             | 78              | 48              | 2               | .619            | .298            | 199             | 5.25            | Sieg Playoff vs. LG Twins (3–1) NL Korean Series vs. Samsung Lions (2–4)                                       |        |
| 2015            | Mokdong Baseball Stadium | KBO             | 4/10            | 4/10            | 144             | 78              | 65              | 1               | .545            | .298            | 203             | 4.91            | Sieg Wild Card vs. SK Wyverns (1–0) NL Semi-playoff vs. Doosan Bears (1–3)                                     |        |
| 2016            | Gocheok Sky Dome         | KBO             | 4/10            | 3/10            | 144             | 77              | 66              | 1               | .538            | .293            | 134             | 4.96            | NL Semi-playoff vs. LG Twins (1–3)                                                                             |        |
| 2017            | Gocheok Sky Dome         | KBO             | 7/10            | 7/10            | 144             | 69              | 73              | 2               | .486            | .290            | 141             | 5.03            | nicht qualifiziert                                                                                             |        |
| 2018            | Gocheok Sky Dome         | KBO             | 3/10            | 4/10            | 144             | 75              | 69              | 0               | .521            | .288            | 165             | 5.08            | Sieg Wild Card vs. Kia Tigers (1–0) Sieg Semi-playoff vs. Hanwha Eagles (3–1) NL Playoff vs. SK Wyverns (2–3)  |        |
| 2019            | Gocheok Sky Dome         | KBO             | 2/10            | 3/10            | 144             | 86              | 57              | 1               | .601            | .282            | 112             | 3.60            | Sieg Semi-playoff vs. LG Twins (3–1) Sieg Playoff vs. SK Wyverns (3–0) NL Korean Series vs. Doosan Bears (0–4) |        |
| 2020            | Gocheok Sky Dome         | KBO             | 5/10            | 5/10            | 144             | 80              | 63              | 1               | .559            |                 |                 |                 | NL Wild Card vs. LG Twins (0-1)                                                                                |        |
| Gesamt          | Gesamt                   | Gesamt          | Gesamt          | Gesamt          | Spiele          | Siege           | Niederlagen     | Unentschieden   | Win %           | Win %           |                 |                 | |        |
| Reguläre Saison | Reguläre Saison          | Reguläre Saison | Reguläre Saison | Reguläre Saison | 1634            | 809             | 807             | 18              | .501            | .501            |                 |                 | |        |
| Postseason      | Postseason               | Postseason      | Postseason      | Postseason      | 45              | 22              | 23              | 0               | .489            | .489            |                 |                 | |        |
| Total           | Total                    | Total           | Total           | Total           | 1679            | 831             | 830             | 18              | .500            | .500            |                 |                 | |        |